# Gustav Klinger
Gustav Klinger (ros. Густав Каспарович Клингер; ur. 1876, zm. 1943) – Niemiec nadwołżański, działacz komunistyczny.

## Życiorys
W 1917 wstąpił do SDPRR(b), w czerwcu 1917 został członkiem Komitetu Związku Niemców-Socjalistów Powołża, a 30 kwietnia 1918 członkiem Nadwołżańskiego Komisariatu ds. Niemieckich. Po obaleniu władzy bolszewików na Powołżu został aresztowany, później wypuszczony. Od 1 lipca 1918 był przedstawicielem Nadwołżańskiego Komisariatu ds. Niemieckich przy Ludowym Komisariacie do spraw Narodowości RFSRR, od stycznia 1919 członkiem Kolegium Ludowego Komisariatu do spraw Narodowości RFSRR, od marca 1919 do lipca 1920 członkiem Komitetu Wykonawczego Kominternu i jednocześnie zarządzającym sprawami Komitetu Wykonawczego Kominternu oraz od 6 marca 1919 do 19 lipca 1920 członkiem Biura Komitetu Wykonawczego Kominternu, później do 1924 pracował w Ludowym Komisariacie do spraw Narodowości ZSRR. Od 1925 kierował Wydziałem Narodowości Prezydium WCIK, potem do 1931 kierował Sekretariatem Prezydium WCIK, 24 grudnia 1931 został przedstawicielem handlowym ZSRR w Estonii, a 4 grudnia 1932 w Norwegii.